# Zouelva
Zouelva est un canton de la commune de Mora, du département du Mayo-Sava, dans la région de l’Extrême-nord au Cameroun.
Il est divisé en plusieurs hameaux. Peuplé par les Matal, l'agriculture en est la principale activité.

## Géographie et population
La population de Zouelva était de 16 000 habitants dont 7395 hommes et 8605 femmes, lors du recensement de 2005.   
Les hameaux de Zouelva sont : Mokol, Gaimasseg, Gouchekala, Katoua, Kotseréhé, Galdmats, Koulang, Golda, Houdmouka, Segay, Gaitsihé, Tima, Gaiboudam, Kassayo, Dadala, Mena et Moya.